# Kołaczkowice (województwo śląskie)
Kołaczkowice – wieś w Polsce położona w województwie śląskim, w powiecie kłobuckim, w gminie Miedźno. Dzieli się na Kołaczkowice Małe i Kołaczkowice Duże.
W latach 1975–1998 miejscowość administracyjnie należała do województwa częstochowskiego.

## Osobistości związane z Kołaczkowicami
- Włodzimierz Suleja - historyk, profesor Uniwersytetu Wrocławskiego.